# Narodowy Order Zasługi (Malta)
Narodowy Order Zasługi (malt. Ordni Nazzjonali tal-Meritu, ang. National Order of Merit) – czteroklasowe, wysokie odznaczenie maltańskie ustanowione w 1990, za wybitne zasługi na rzecz Malty i ludzkości.
Order nadawany jest przez prezydenta Malty na wniosek premiera jedynie obywatelom Malty. Cudzoziemcom, którzy zasłużyli się wspieraniem Malty na arenie międzynarodowej lub zdobyli szacunek społeczeństwa można nadać order honorowy.
Nadanie orderu obywatelom Malty odbywa się raz w roku w Dzień Republiki (13 grudnia).

## Klasy
Obywatelom Malty nadaje się order w czterech klasach:
1. Companion of Honour (Towarzysz Honoru) - najwyższe odznaczenie Malty, przysługujące z urzędu prezydentom i premierom Malty, a liczba żyjących odznaczonych tą klasą, poza obecnymi i byłymi prezydentami i premierami, nie może przekroczyć trzech osób. Każdemu Companion of Honour przysługuje skrót K.U.O.M. po nazwisku.
2. Companion (Towarzysz) - trzecie w precedencji maltańskie odznaczenie, tuż po Companion of Honour i Xirka Ġieħ ir-Repubblika, nadawane nie więcej niż dwóm osobom w ciągu roku. Każdemu Companion przysługuje skrót K.O.M. po nazwisku.
3. Officer (Oficer) - odznaczenie nadawane nie więcej niż trzem osobom w ciągu roku. Oficerowi przysługuje umieszczenie skrótu U.O.M. po nazwisku.
4. Member (Członek) - odznaczenie nadawane nie więcej niż 10 osobom w ciągu roku. Każdemu Member przysługuje używanie skrótu M.O.M. po nazwisku.

Cudzoziemcom order nadaje się w czterech klasach, podzielonych na sześć stopni:
- Honorary Companion of Honour with Collar (Honorowy Towarzysz Honoru z Łańcuchem) - najwyższe odznaczenie maltańskie przeznaczone jedynie dla głów państw. Odznaczonym przysługuje skrót K.U.O.M. po nazwisku.
- Honorary Companion of Honour (Honorowy Towarzysz Honoru) - najwyższe odznaczenie maltańskie dla osób nie będących głową państwa. Odznaczonym również przysługuje skrót K.U.O.M. po nazwisku.
- Honorary Companion with Breast Star (Honorowy Towarzysz z Gwiazdą) - wysokie odznaczenie, będące dodatkowym wyróżnieniem II klasy orderu. Odznaczonym przysługuje skrót K.O.M. umieszczony po nazwisku.
- Honorary Companion (Honorowy Towarzysz) - odznaczonym przysługuje umieszczanie skrótu K.O.M. po nazwisku.
- Honorary Officer (Honorowy Oficer) - III klasa orderu. Odznaczeni mają prawo do umieszczania skrótu U.O.M. po nazwisku.
- Honorary Member (Honorowy Członek) - najniższa klasa orderu. Odznaczonym przysługuje prawo do skrótu M.O.M. po nazwisku.

Liczba nadań honorowych nie jest ograniczona.

## Odznaka
Odznakę orderu stanowi pozłacany, emaliowany srebrny krzyż maltański z umieszczonym pośrodku emaliowanym herbem Malty, wykonanym z pozłacanego srebra.

### Companion of Honour
Odznaka orderowa zawieszona jest na niebieskiej wstędze z czerwonym pasem pośrodku, zawieszanej z ramienia na bok. Dodatkowo odznakę umieszcza się również na srebrnej, ośmiopromiennej gwieździe. Osobom odznaczonym Honorary Companion of Honour with Collar oraz prezydentowi Malty przysługuje prawo do noszenia łańcuchu orderowego. Metrowej długości łańcuch złożony jest z dwóch równolegle do siebie ustawionych w odległości 24,5 mm, pozłacanych, srebrnych łańcuszków połączonych ze sobą 10 okrągłymi tarczami z pozłacanego srebra. Pięć z nich emaliowana jest na biało-czerwono, a pięć na czarno z namalowaną złotą koroną muralis. Pomiędzy tarczami znajdują się pozłacane i emaliowane na zielono srebrne gałązki oliwne i laurowe. Do łańcuchu przypięta jest odznaka orderowa.

### Companion
Odznaka orderowa II klasy umieszczona jest na niebieskiej wstążce z czerwonym paskiem pośrodku zawieszanej na szyi, w przypadku kobiet dodatkowo z zawiązaną kokardą. Osoby odznaczone Honorary Companion with Breast Star uprzywilejowane są również do noszenia gwiazdy orderowej. 

### Officer
Odznakę orderową umieszcza się na wstążce przypinanej do piersi. W przypadku gdy odznaczoną jest kobieta wstążkę zawiązuje się w kokardę.

### Member
Odznaka IV klasy orderu składa się ze srebrnego, nieemaliowanego krzyża maltańskiego z umieszczonym na nim herbem Malty. Całość zawieszona jest na wstążce orderowej przypinanej do piersi.